# Otto Beßler
Friedrich Richard Otto Beßler, auch Bessler (* 1. Januar 1909 in Bitterfeld; † 25. März 1972 in Halle (Saale)), war ein deutscher Apotheker, Professor für Pharmakognosie und Pharmaziehistoriker.

## Leben
Beßler studierte 1928 bis 1930 in Halle und Wien Zoologie, Botanik sowie Chemie. Er war anschließend in Apotheken in Halle tätig. 1938 bis 1945 studierte er in Leipzig und Berlin mit kriegsbedingten Unterbrechungen Pharmazie. 1952 wurde er mit einer Arbeit über das Arzneibuch des Heinrich Breyell (1511) in Halle promoviert. 1960 habilitierte er sich dort mit einer Arbeit über die Prinzipien der Drogenkunde im Mittelalter anhand des Circa instans (12. Jahrhundert) und des Garts der Gesundheit (1485). Nachfolgend lehrte er als Dozent für Pharmakognosie in Halle und hatte Lehraufträge in Jena, Rostock und Greifswald. 1963 folgte er seinem Lehrer Kurt Mothes als Professor für Pharmakognosie in Halle, wo er am 1. April 1970 krankheitsbedingt emeritiert wurde.
Von 1955 bis 1959 gab Beßler zusammen mit Hans Seel und Rudolph Zaunick die Reihe Beiträge zur Geschichte der Pharmazie und ihrer Nachbargebiete heraus, in der Hugo Gierlich, Kurt Quecke, Herbert Kühnert, Carl Lüdtke, Manfred Stürzbecher, Dietrich Tutzke, Manfred Hamann und Siegfried Sieber publizierten. Von 1961 bis 1970 war Beßler Redakteur und Herausgeber der Zeitschrift Die Pharmazie.
In seinen Veröffentlichungen beschäftigte sich Beßler überwiegend mit der Geschichte der Arzneidrogen in Mittelalter und Frühneuzeit sowie mit der Geschichte der botanischen und pharmazeutischen Forschungs- und Lehreinrichtungen in Ostdeutschland.

## Schriften (Auswahl)
- Das deutsche Hortus-Manuskript des Henricus Breyell. Ein Beitrag zur Geschichte der Pharmakognosie (= Nova Acta Leopoldina. Neue Folge, Band 15, Nr. 107). Barth, Leipzig 1952. (zugleich Dissertation).
  - Rezension: Gerhard Eis in Sudhoffs Archiv, Band 38, Heft 1, 1954. S. 87
- Valerius Cordus und der medizinisch-botanische Unterricht. In 450 Jahre Martin-Luther-Universität Halle-Wittenberg. Martin-Luther-Universität Halle-Wittenberg, Halle-Wittenberg 1952. S. 323–333.
- Über die Genealogie der Kräuterbuchinkunabeln und eine unbekannte "Gart"-Handschrift. In: Die Pharmazie. 8. Jahrgang (1953). S. 855–863.
- Chamisso als Naturforscher: bisher unveröffentlichte Briefe. Wissenschaftliche Zeitschrift der Martin-Luther-Universität Halle-Wittenberg 1954. S. 137–152.
- Beiträge zur Geschichte der Pharmazie und ihrer Nachbargebiete. VEB Verlag Volk und Gesundheit Berlin (1955–1959).
  - Nummer 1 (1955), hrsg. mit Hans Seel und Rudolph Zaunick.
  - Nummer 2 (1956), hrsg. mit Hans Seel und Rudolph Zaunick.
  - Nummer 3 (1959), hrsg. mit Rudolph Zaunick und Hans Seel.
- Neue Beiträge zur Geschichte der mittelalterlichen Drogenkunde. In: Die Vorträge der Hauptversammlung der Internationalen Gesellschaft für Geschichte der Pharmazie während des Internationalen Pharmaziegeschichtlichen Kongresses in Luzern vom 4.–8. Oktober 1956. Stuttgart 1957. S. 61–67
- Die Identifikation mittelalterlicher Drogen und Arzneipflanzen (= Veröffentlichungen der Internationalen Gesellschaft für Geschichte der Pharmazie. Neue Folge, Band 13, S. 61–67.) In: Vorträge der Hauptversammlung der Internationalen Gesellschaft für Geschichte der Pharmazie e. V. während des Internationalen Pharmaziegeschichtlichen Kongresses in Heidelberg vom 7.–9. Oktober 1957. Stuttgart 1958, S. 43–55.
- Aus der Geschichte der Anthrachinondrogen. In: Planta Medica. Band 7, Nr. 4, 1959, S. 447. (doi:10.1055/s-0028-1101623)
- Aus der Geschichte der pharmazeutischen Lehre und Forschung an der Universität Jena. In: Beiträge zur Geschichte der Mathematisch-Naturwissenschaftlichen Fakultät der Friedrich-Schiller-Universität Jena anläßlich der 400-Jahr-Feier. Gustav Fischer, Jena 1959. S. 33–55.
- Prinzipien der Drogenkunde im Mittelalter. Aussage und Inhalt des Circa instans und Mainzer Gart. Habilitationsschrift der Hohen Mathematisch-Naturwissenschaftlichen Fakultät der Martin-Luther-Universität Halle-Wittenberg. Halle an der Saale 1959 (maschinenschriftlich, 244 Seiten. Universitäts- und Landesbibliothek Halle (Saale)). – Es werden darin drei bedeutsame Quellen zur Drogenkunde im Mittelalter auf Grund eingehender Textanalyse sachkundlich ausgewertet.
- Die neuere Entwicklung der botanischen Lehr- und Forschungseinrichtungen in Halle. Wissenschaftliche Zeitschrift der Martin-Luther-Universität Halle-Wittenberg 1961. S. 1095–1104
- Hallesche Botanik und Universitas litterarum. In: Berichte der Deutschen Botanischen Gesellschaft, 74, S. 6–13
- Perioden in der Geschichte der Pharmakognosie. In: Wolfgang Schneider (Hrsg.): Probleme der Periodisierung in der Pharmaziegeschichte: die „Georg-Urdang-Gedächtnistagung“ im August 1960. Wissenschaftliche Verlagsgesellschaft, Stuttgart 1962. S. 75–91
- Prof. Dr. Rudolph Zaunick 70 Jahre. In: Pharmazeutische Zentralhalle für Deutschland, 102. Jg.(1963). S. 491
  - In: Die Pharmazie, 18. Jg.(1963). S. 584
  - In: Pharmazeutische Zeitung, 108. Jg. (1963). S. 1108 f.
- mit Lothar Reppel: Progressive Tendenzen aus der Entwicklung der halleschen Hochschulpharmazie. In: Wissenschaftliche Zeitschrift (Mathematisch-naturwissenschaftliche Reihe), 16. Jg. (1967). S. 75–81
- mit E. Mayr: Chemie und pharmazeutische Chemie an der Universität Leipzig und die Ausbildung der Apotheker. In: Die Pharmazie, 22. Jg. (1967). S. 606–610
- mit Wolfram Kaiser: Hallesche und wittenbergische Absolventen in der Frühgeschichte des Pharmakopöewesens. In: Wissenschaftliche Zeitschrift (Mathematisch-naturwissenschaftliche Reihe), 22. Jg. (1973). S. 139–146